# David Vopřada
David Vopřada (* 1978) je římskokatolický kněz, patrolog a kanovník-penitenciář Královské kolegiátní kapituly sv. Petra a Pavla na Vyšehradě.

## Vzdělání
Po absolvování Gymnázia J. K. Tyla v Hradci Králové v roce 1996 byl přijat do Teologického konviktu v Litoměřicích a začal studovat teologii na Katolické teologické fakultě Univerzity Karlovy v Praze. V letech 1999–2000 působil v misijní komunitě International Catholic Programme of Evangelisation ve Wellingtonu na Novém Zélandu. V letech 2001–2004 dokončil základní studia teologie na Papežské lateránské univerzitě v Římě. V letech 2006–2012 pokračoval v licenciátním a doktorském studiu teologie a patristických věd na Patristickém institutu Augustinianum při téže univerzitě, která zakončil obhajobou doktorské práce Fidus mysteriorum interpres: Il Commento al Salmo 118 di Sant’Ambrogio come approfondimento mistagogico dell’iniziazione cristiana della Chiesa di Milano (školitel Paolo Siniscalco, moderátor Cesare Pasini; summa cum laude) věnované mystagogické teologii svatého Ambrože. V roce 2019 se habilitoval v oboru katolická teologie na Katolické teologické fakultě Univerzity Karlovy, ve své habilitační práci Quodvultdeus: A Bishop Forming Christians in the Vandal Africa. A Contextual Analysis of the Pre-baptismal Sermons attributed to Quodvultdeus of Carthage se věnoval předkřestním katechezím Quodvultdea, biskupa Kartága v době vandalských vpádů.

## Církevní služba
Kněžské svěcení obdržel v roce 2004, inkardinován je v královéhradecké diecézi. V letech 2004–2012 působil v duchovní správě ve farnostech královéhradecké diecéze (Hradec Králové I a Horní Jelení). V letech 2012–2021 působil jako kaplan na Katolické teologické fakultě Univerzity Karlovy. Roku 2015 byl jmenován sídelním kanovníkem Královské kolegiátní kapituly sv. Petra a Pavla na Vyšehradě, od roku 2016 je kanovníkem-penitenciářem. Několik let působil současně jako výpomocný duchovní při Týnském chrámu. Z této funkce byl k 1. září 2023 uvolněn a s platností od téhož data ustanoven administrátorem in spiritualibus Římskokatolické farnosti u kostela sv. Ducha v Praze na Starém Městě.

## Akademická práce
Od roku 2012 vyučuje na Katolické teologické fakultě Univerzity Karlovy, kde byl v letech 2019–2021 proděkanem pro vědu a v letech 2018–2022 byl vedoucím katedry systematické teologie a filosofie. V letech 2012–2018 působil též jako vědecký pracovník Centra pro práci s patristickými, středověkými a renesančními texty při Cyrilometodějské teologické fakulty Univerzity Palackého v Olomouci. Je šéfredaktorem časopisu Acta Universitatis Carolinae – Theologica a Mezinárodní katolické revue Communio a členem redakční rady Salve, revue pro teologii, duchovní život a kulturu.

## Knihy
- Mystagogie Výkladu 118. žalmu svatého Ambrože (2015)
- Svatý Ambrož a tajemství Krista (2015)
- Svatý Augustin. Vánoční promluvy (2015)
- La mistagogia del Commento al Salmo 118 di sant’Ambrogio (2016)
- Kněžství v prvních staletích církve I. 1.-3. století (2018)
- Kněžství v prvních staletích církve II. 4.-5. století (2018)
- Svatý Augustin. Promluvy o modlitbě Páně (2019)
- Quodvultdeus: a Bishop Forming Christians in Vandal Africa. A Contextual Analysis of the Pre-baptismal Sermons attributed to Quodvultdeus of Carthage (2019)
- Tertulián. O modlitbě (2020)
- Ambrož: Křestní katecheze (2021)
- Tertulián: O křtu (2021)
- Quodvultdeus: Křestní katecheze (2022)
- Augustin: Postní promluvy (2023)